# Rosário do Ivaí
Rosário do Ivaí ist ein brasilianisches Munizip im Norden des Bundesstaats Paraná. Es hat 5.435 Einwohner (2022), die sich Rosarienser nennen. Seine Fläche beträgt 371 km². Es liegt 571 Meter über dem Meeresspiegel.

## Etymologie
Der Name Rosário (deutsch: Rosenkranz) geht auf die Religiosität des ersten Bürgermeisters von Grandes Rios, João Leandro Barbosa, zurück. Rosário gehörte damals zu Grandes Rios. Es gibt auch die Meinung, dass der Reichtum an Einkeimblättrigen Pflanzen an den Ufern der Seen und Bäche der Region und deren Früchte von den katholischen Gläubigen als Rosenkranz verwendet wurden, den Ausschlag für den Namen gab.

## Geschichte

### Besiedlung
Die Region Rosário do Ivaí bekam ihre ersten Einwohner zwischen den 1920er und 1940er Jahren, als sich Menschen aus den Gegenden von Reserva, Cândido de Abreu und anderen in diesem Gebiet niederließen. Die Siedlungen lagen verstreut oder in kleinen Häusergruppen, wie im Fall von Formiga (heute Boa Vista da Santa Cruz), Pinhal Grande und Vargem Grande. 
Neben der Jagd und dem Fischfang betrieben diese Bewohner auch Subsistenzlandwirtschaft. Die einzige erwerbswirtschaftliche Tätigkeit bestand im Verkauf der Schweine, die in den Mangosümpfen von den so genannten safristas (deutsch: Lohnmäster) aufgezogen wurden, die die schlachtreifen Tiere nach Formiga, Vargem Grande, Rio Branco oder Faxinal brachten. Von dort wurden sie zum Verkauf nach Ponta Grossa gebracht.
Bereits in den 1960er Jahren gab es Bauern, die Reis, Bohnen und Mais anbauten. Ihre Erzeugnisse wurden auf einer Lehmpiste per Lastwagen nach Apucarana transportiert. Mitte der 1960er Jahre gab es Holzhäuser, die schon ein kleines Dorf darstellten. Es entstanden Straßen, in denen die Menschen einkauften. Es kamen Leute hoch zu Ross, um Lebensmittel zu holen.
Die Metzgerei von Francisco Paraíba, die Reisverarbeitungsanlage von Antônio Botega, die Apotheke von Feitosa, die Bar von Hilário, das Lebensmittelgeschäft von Pedro Hass und der kleine Laden von João Pilat waren einige der ersten Geschäftshäuser, die die zukünftige Stadt Rosário do Ivaí prägten. Zu dieser Zeit begannen Nachkommen polnischer und ukrainischer Einwanderer aus Reserva und Cândido de Abreu in Rosário do Ivaí zu siedeln.

### Erhebung zum Munizip
Rosário do Ivaí wurde durch das Staatsgesetz Nr. 8399 vom 30. Oktober 1986 aus Grandes Rios ausgegliedert und in den Rang eines Munizips erhoben. Es wurde am 1. Januar 1989 als Munizip installiert.

## Geografie

### Fläche und Lage
Rosário do Ivaí liegt auf dem Terceiro Planalto Paranaense (der Dritten oder Guarapuava-Hochebene von Paraná). Seine Fläche beträgt 371 km². Es liegt auf einer Höhe von 571 Metern.

### Vegetation
Das Biom von Rosário do Ivaí ist Mata Atlântica.

### Klima
Das Klima ist warm und gemäßigt. Es werden hohe Niederschlagsmengen verzeichnet (1561 mm pro Jahr). Die Klimaklassifikation nach Köppen und Geiger lautet Cfa. Im Jahresdurchschnitt liegt die Temperatur bei 19,7 °C.

### Gewässer
Rosário do Ivaí liegt im Einzugsgebiet des Ivaí. Der Rio Alonso bildet die nördliche Grenze des Munizips.

### Straßen
Rosário do Ivaí ist über die PR-082 mit Grandes Rios im Westen und mit Imbaú an der Rodovia do Café im Osten verbunden. 

### Nachbarmunizipien
| Grandes Rios       |                                             |            |
|                    | Kompassrose, die auf Nachbargemeinden zeigt | Ortigueira |
| Rio Branco do Ivaí | Cândido de Abreu                            | Reserva    |

## Stadtverwaltung
Bürgermeister: Ilton Shiguemi Kuroda, PSC (2021–2024)
Vizebürgermeister: Anizio Cesar Lino Silva, PSC (2021–2024)

## Demografie

### Bevölkerungsentwicklung
| Jahr | Einwohner | Stadt | Land |
| ---- | --------- | ----- | ---- |
| 1991 | 9.908     | 24 %  | 76 % |
| 2000 | 6.585     | 34 %  | 66 % |
| 2010 | 5.588     | 49 %  | 51 % |
| 2022 | 5.435     |       |      |

Quelle: IBGE (2011) und Volkszählung 2022

### Ethnische Zusammensetzung
| Gruppe * | 1991    | 2000    | 2010    | wer sich als …                                                                   |
| --- | ------- | ------- | ------- | -------------------------------------------------------------------------------- |
| Weiße | 73,4 %  | 76,4 %  | 63,4 %  | weiß bezeichnet                                                                  |
| Schwarze | 7,0 %   | 3,1 %   | 4,0 %   | schwarz bezeichnet                                                               |
| Gelbe | 0,1 %   | 0,2 %   | 0,6 %   | von fernöstlicher Herkunft wie japanisch, chinesisch, koreanisch etc. bezeichnet |
| Braune | 19,2 %  | 19,9 %  | 32,1 %  | braun oder als Mischung aus mehreren Gruppen bezeichnet                          |
| Indigene | 0,2 %   | 0,3 %   | 0,0 %   | Ureinwohner oder Indio bezeichnet                                                |
| ohne Angabe | 0,1 %   | 0,1 %   | 0,0 %   |                                                                                  |
| Gesamt | 100,0 % | 100,0 % | 100,0 % |                                                                                  |
| *) Das IBGE verwendet für Volkszählungen ausschließlich diese fünf Gruppen. Es verzichtet bewusst auf Erläuterungen. Die Zugehörigkeit wird vom Einwohner selbst festgelegt. |         |         |         |                                                                                  |

Quelle: IBGE (Stand: 1991, 2000 und 2010)